# Formsättning

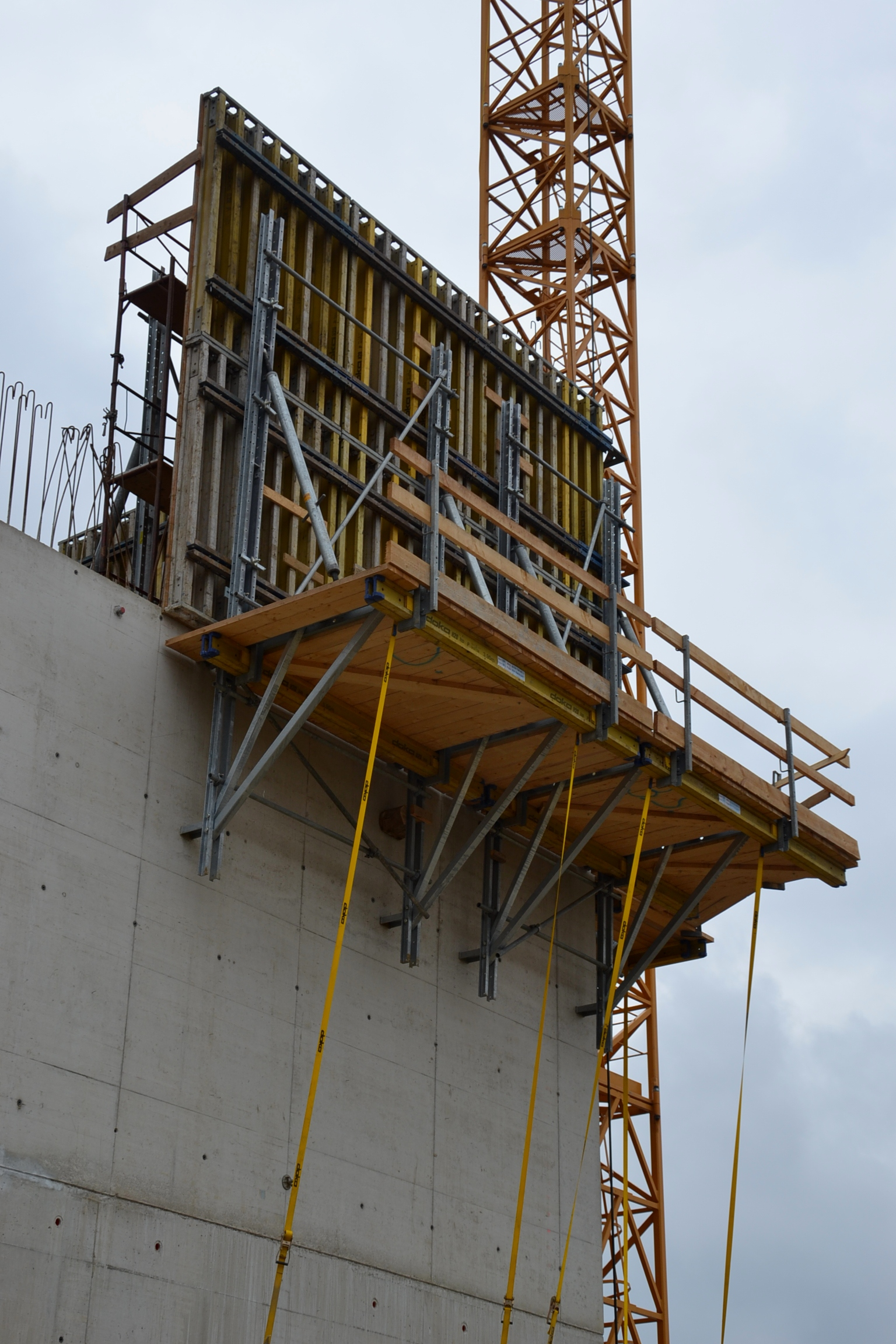
Klätterform vid höghusbygge.

Formsättning är en uppsättning tekniker vid gjutning av betongväggar.
Den traditionella metoden går ut på att platsbygga en form av plywoodskivor som hålls upp med stag i trä eller stål. Fördelen med denna metod är att formen kan anpassas efter terrängen och anta oregelbundna former.
Vid industriellt byggande används ofta färdiga standardformar som kan återanvändas. Förutom raka väggformar finns rundformar vid bygge av rundade detaljer som trapphus.